# Каварено
Каварено (італ. Cavareno) — муніципалітет в Італії, у регіоні Трентіно-Альто-Адідже,  провінція Тренто.
Каварено розташоване на відстані близько 520 км на північ від Рима, 39 км на північ від Тренто.
Населення — 1122 особи (2023).
Щорічний фестиваль відбувається 22 липня. Покровитель — Santa Maria Maddalena.

## Демографія
Населення за роками:

Станом на 1 січня 2023 року в муніципалітеті офіційно проживало 136 іноземців з 19 країн, серед них 80 громадян країн Євросоюзу.

## Сусідні муніципалітети
- Амблар-Дон
- Кальдаро-сулла-Страда-дель-Віно
- Ромено
- Руффре
- Сарноніко